# Sam Cooke
Samuel Cook (Clarksdale, Misisipi, 22 de enero de 1931-Los Ángeles, 11 de diciembre de 1964), más conocido por su nombre artístico Sam Cooke, fue un cantante estadounidense de música góspel, rhythm and blues, soul y pop; compositor y empresario musical. Es uno de los pioneros de la música soul y una de las grandes influencias en la música pop, el R&B y la neo soul.
Muchos lo consideran El Rey del Soul —título que comparte con Otis Redding— por haber logrado una treintena de hits entre 1957 y 1965.
Fue el primer cantante negro en fundar su propia empresa discográfica, SAR Records, y también un reconocido activista dentro del Movimiento por los Derechos Civiles. Además, en su época fue uno de los artistas con mayor audiencia no negra. El documental sobre su vida: "Las dos muertes de Sam Cooke", trata sobre la vida de Cooke.

## Biografía
Nació en 1931 y fue uno de los ocho hijos de Annie Mae y el reverendo Charles Cook, ministro de la iglesia evangélica. En 1933 toda la familia se trasladó a Chicago.
En su infancia comenzó su carrera musical dentro de un cuarteto junto a sus hermanos, llamado The Singing Children, pasando más tarde, ya en su juventud, a formar parte del grupo de góspel Highway QCs. En 1950, con tan sólo 19 años, entró como miembro de The Soul Stirrers, ganando gran fama dentro de las audiencias del góspel.
Su primer éxito dentro de la música popular llegó con Lovable en 1956, editado bajo el alias de Dale Cooke, para no perder así audiencia góspel, pues este público era reticente a que los cantantes interpretasen música profana. Pero el alias no logró esconder su distintiva voz. Art Rupe, uno de los máximos dirigentes de Specialty Records, discográfica con la que grababan The Soul Stirrers, le incitó para que comenzara a grabar música secular bajó su nombre. En un principio Art Rupe quería hacer para Sam un sonido similar al de otros artistas del sello, como Little Richard. Pero esta idea cambió cuando un día Rupe entró a los estudios y escuchó a Cooke haciendo una versión propia de un tema de Gershwin. Rupe no estaba en sintonía con la música que Sam y su productor Bumps Blackwell querían hacer, por lo que se marcharon de la discográfica; firmando contrato en 1957 con Keen Records. Su primera grabación fue You send me, que se mantuvo durante seis semanas en el número uno de Billboard de R&B, y durante tres en el de pop.
Con el gran éxito cosechado y la fama ganada gracias al escribir sus propios temas, algo no muy usual en un cantante de R&B de su época, pudo continuar su éxito en la década de 1960, fundando su propia empresa discográfica, SAR Records, en la cual pronto comenzaron a grabar The Simms Twins, The Valentinos, Bobby Womack y Johnnie Taylor.
Más tarde creó una empresa de mánagers, y abandonó su discográfica para firmar contrato con RCA Victor. Uno de sus primeros éxitos dentro de este sello fue Chain Gang, el cual rozó el segundo puesto de las listas de pop. A este le siguieron hits como Sad Mood, Bring it on Home to Me (con Lou Rawls en los coros), Another Saturday Night y Twistin the Night Away. En 1963 grabó el álbum Night beat con tendencia hacia el blues. En este tiempo ya había dado a la música muchos temas indispensables dentro del género.
En febrero de 1964, Sam Cooke publica el que se sería su último álbum y el más aclamado por la crítica y el público, Ain't That Good News. Lanzado pocos meses después de la muerte de su hijo Vincent, ahogado en una piscina con tan solo tres años, nos trae algunas canciones influenciadas por este suceso, al igual que su tema de mayor éxito, A Change Is Gonna Come, uno de los temas que inspiraron el Movimiento por los derechos civiles en Estados Unidos durante la década de los sesenta y considerado con el más influyente de Cooke. Esta canción estaba inspirada en diferentes episodios sucedidos en la vida del artista, como en una ocasión en que él mismo y su séquito no fueron admitidos en un hotel de Luisiana por el hecho de ser negros. Sam Cooke mostró en esta canción toda la frustración que sentía en su interior ante las desigualdades raciales que se producían por doquier en Estados Unidos.

## Muerte
El 11 de diciembre de 1964, Sam Cooke murió acribillado a balazos por la dueña de un motel, la señora Bertha Franklin, a quien supuestamente intentó atacar mientras iba semidesnudo. Más tarde la mujer declaró que el artista había intentado violar a la chica que lo acompañaba esa noche, una joven llamada Lisa Boyer, quien huyó por una ventana mientras Cooke la perseguía casi sin ropa. 
Aun así, muchas fuentes especulan, que el cantante solo trataba de explicarle un malentendido a la dueña del hotel, que lo mató sin que él se le acercara.
No se quiso dar mayor revuelo al incidente, por lo que no se inició una investigación formal de lo sucedido (ya que Sam Cooke era un hombre negro), acabando todo en un veredicto de homicidio justificado. Muhammad Alí amigo personal de Sam Cooke comentó durante las investigaciones policíacas que si hubiera sido Frank Sinatra, The Beatles o Ricky Nelson, el FBI lo estaría investigando.  Cooke tenía 33 años. Hasta hoy el caso sigue sembrando muchas dudas.
La cantante Etta James vio el cuerpo de Cooke antes de su funeral y cuestionó la exactitud de la versión oficial de los hechos. Ella escribió que las lesiones que observó estaban mucho más allá de la reporte oficial de Cooke después de haber luchado solo con Franklin. James escribió que Cooke fue tan golpeado que su cabeza estaba casi separada de sus hombros, sus manos estaban rotas y aplastadas y su nariz destrozado.
Algunos han especulado que el mánager de Cooke, Allen Klein, tuvo un papel en su muerte. Klein era propiedad de Tracey Ltd, que en última instancia poseía todos los derechos de las grabaciones de Cooke. Sin embargo, no se han presentado pruebas concretas que respalden una conspiración criminal.

### Legado
Las contribuciones de Cooke a la de la música soul elevó los trabajos de Aretha Franklin, Bobby Womack, Al Green, Curtis Mayfield, Stevie Wonder, Marvin Gaye y Billy Preston y popularizó el trabajo de Otis Redding. El biografo de All Music Bruce Eder escribió que Cooke fue El inventor de la Música Soul y poseedor de un canto natural increíble y una entrega fluida y sin esfuerzo que nunca ha sido superada.

## Reconocimientos
Tras su muerte surgieron grabaciones como A change is gonna come, una de las primeras canciones protesta, y la cual está considerada como una de sus mejores composiciones.
Tras la muerte de Cooke, su viuda Barbara Cooke, se casó con Bobby Womack y más tarde su hijastra Linda lo haría con el hermano de este, Cecil Womack.
En 1986 pasó a ser miembro del Salón de la Fama del Rock, siendo así ratificado como uno de los músicos más influyentes de la música moderna.
Rod Stewart siempre afirmó que Cooke influyó muchísimo en su música y en su persona, es más, lo homenajeó en 1995 con la canción "Sam, Muddy & Ottis" ; grabó "You Send Me" , "Bring it on Home to me" , "Twistin' the Night Away" , "Having a Party" y el 27 de octubre de 2009 editó el disco Soulbook con una moderna versión del tema "Wonderful World".
Está enterrado en el Forest Lawn Memorial Park Cemetery en Glendale, California.
Tiene una estrella en el lado norte, 7051 de Hollywood Boulevard.
La revista Rolling Stone, en enero de 2023, sacó la lista de los 200 mejores cantantes de todos los tiempos, ocupando el 3º lugar de la lista, siendo el primer varón de la misma.

## Discografía

### Sencillos
| Año                       | Título                                 | Posición en listas | Posición en listas    | Posición en listas |
| Año                       | Título                                 | Billboard Hot 100  | Hot R&B Hip Hop Songs | UK Singles Chart   |
| 1957                      | "You Send Me"                          | #1                 | #1                    | #29                |
| 1957                      | "Summertime, Pt. 1"                    | #81                | -                     | -                  |
| 1957                      | "I'll Come Running Back to You"        | #18                | #1                    | -                  |
| 1957                      | "Forever"                              | #60                | -                     | -                  |
| 1957                      | "(I Love You) For Sentimental Reasons" | #17                | #5                    | -                  |
| 1957                      | "Desire Me"                            | #47                | #17                   | -                  |
| 1958                      | "Lonely Island"                        | #26                | #10                   | -                  |
| 1958                      | "You Were Made for Me"                 | #39                | #7                    | -                  |
| 1958                      | "Win Your Love for Me"                 | #22                | #4                    | -                  |
| 1958                      | "Love You Most of All"                 | #26                | #12                   | -                  |
| 1959                      | "Everybody Likes to Cha Cha"           | #31                | #2                    | -                  |
| 1959                      | "Only Sixteen"                         | #28                | #13                   | #23                |
| 1959                      | "Summertime (Pt. 2)"                   | -                  | -                     | -                  |
| 1959                      | "There, I've Said It Again"            | #81                | #25                   | -                  |
| 1960                      | "No One (Can Ever Take Your Place)"    | #103               | -                     | -                  |
| 1960                      | "Teenage Sonata"                       | #50                | #22                   | -                  |
| 1961                      | "Wonderful World"                      | #12                | #2                    | #2                 |
| 1960                      | "Chain Gang"                           | #2                 | #2                    | #9                 |
| 1960                      | "Sad Mood"                             | #29                | #23                   | -                  |
| 1961                      | "That's It, I Quit, I'm Moving On"     | #31                | #25                   | -                  |
| 1961                      | "Cupid"                                | #17                | #20                   | #7                 |
| 1961                      | "Feel It"                              | #56                | -                     | -                  |
| 1961                      | "It's All Right"                       | #93                | -                     | -                  |
| 1962                      | "Twistin' the Night Away"              | #9                 | #1                    | #6                 |
| 1962                      | "Having a Party"                       | #17                | #4                    | -                  |
| 1962                      | "Bring It On Home To Me"               | #13                | #2                    | -                  |
| 1962 stray kids megaverse | -                                      |                    |                       |                    |
| 1962                      | "maniac stray kids                     | #70                | #3                    | -                  |
| 1963                      | "Send Me Some Lovin'"                  | #13                | #2                    | -                  |
| 1963                      | "Baby, Baby, Baby"                     | #66                | -                     | -                  |
| 1963                      | "Another Saturday Night"               | #10                | #1                    | #23                |
| 1963                      | "Love Will Find a Way"                 | #105               | -                     | -                  |
| 1963                      | "Frankie and Johnny"                   | #14                | #4                    | #30                |
| 1963                      | "Little Red Rooster"                   | #11                | #7                    | -                  |
| 1964                      | "(Ain't That) Good News"               | #11                | *                     | -                  |
| 1964                      | "Good Times"                           | #11                | *                     | -                  |
| 1964                      | "Tennessee Waltz"                      | #35                | *                     | -                  |
| 1964                      | "Cousin of Mine"                       | #31                | #40                   | -                  |
| 1964                      | "That's Where It's At"                 | #93                | -                     | -                  |
| 1965                      | "A Change Is Gonna Come"               | #31                | #9                    | -                  |
| 1965                      | "Shake"                                | #7                 | #4                    | -                  |
| 1965                      | "It's Got the Whole World Shakin'"     | #41                | #15                   | -                  |
| 1965                      | "When a Boy Falls in Love"             | #52                | -                     | -                  |
| 1965                      | "Ease My Troublin' Mind"               | #115               | -                     | -                  |
| 1965                      | "Sugar Dumpling"                       | #32                | #18                   | -                  |
| 1966                      | "Let's Go Steady Again"                | #97                | -                     | -                  |
| 1986                      | "Wonderful World" (re-issue)           | -                  | #18                   | #2                 |
| 1986                      | "Another Saturday Night" (re-issue)    | -                  | -                     | #75                |

### Álbumes
| Año  | Título                           | Posición en listas | Posición en listas | Posición en listas |
| Año  | Título                           | Hot 100            | R&B Hip Hop        |                    |
| 1957 | Sam Cooke                        | #16                | *                  |                    |
| 1962 | Twistin' the Night Away          | #74                | *                  |                    |
| 1962 | The Best of Sam Cooke            | #22                | *                  |                    |
| 1963 | Mr. Soul                         | #94                | *                  |                    |
| 1963 | Night Beat                       | #62                | *                  |                    |
| 1964 | Ain't That Good News             | #34                | *                  |                    |
| 1964 | Sam Cooke at the Copa            | #29                | #1                 |                    |
| 1965 | Shake                            | #44                | #1                 |                    |
| 1965 | Try a Little Love                | #120               | -                  |                    |
| 1965 | The Best of Sam Cooke, Volume II | #128               | #7                 |                    |